# Mare de Déu de la Fullola
La Mare de Déu de la Fullola és una església gòtica del municipi de Tortosa (Baix Ebre) que forma part de l'Inventari del Patrimoni Arquitectònic de Catalunya.

## Descripció
En l'actualitat tan sols queden les parets de tancament i els arcs apuntats de la volta. La planta és rectangular, de reduïdes dimensions, amb l'entrada a una de les façanes laterals, i la sagristia, totalment en runes, a una de les capçaleres. L'obra és de maçoneria ordinària arrebossada, amb pedres i reble als arcs, cantonada i marc de la porta. A una de les cantonades, gravat a una pedra, es troba l'escut de la ciutat de Tortosa, jurisdicció a la qual pertanyia l'antic poblat de Fullola. Aquestes runes estan totalment abandonades i pràcticament cobertes per vegetació que augmenta encara més el deteriorament.

## Història
Primer era sota domini feudal, progressivament del temple al domini reial, amb Jaume I, va passar a mans de la ciutat de Tortosa. L'església es va abandonar definitivament el 1867.